# Günter Pohl
Günter Pohl (* 23. Juni 1938 in Löwenberg in Schlesien; † 29. November 2019) war ein deutscher Politiker (SPD) und  Thüringer Landtagsabgeordneter.

## Leben und Beruf
Günter Pohl war verheiratet und hatte vier Kinder. In den Janren 1944 bis 1952 besuchte er die Grundschule in Bad Langensalza und begann anschließend eine Lehre zum Industrieuhrmacher. Diese schloss er 1955 ab. Im Jahr 1958 erlangte er das Abitur an der Arbeiter-und-Bauern-Fakultät in Jena und Potsdam. Danach studierte er vier Jahre lang an der Humboldt-Universität Berlin und erlangte dort das Diplom als Handelslehrer. In diesem Beruf war er von 1962 bis 1990 an den kommunalen Berufsschulen in Hildburghausen und Dorndorf tätig. Im Juni 1990 wurde er Dezernatsleiter im Landratsamt des Kreises Bad Salzungen. Am 30. November 2019 gab die SPD Wartburgkreis den Tod ihres langjährigen Abgeordneten bekannt.

## Politische und gesellschaftliche Funktionen
Im Jahr 1990 wurde Günter Pohl Mitglied des Thüringer Landtags. Er war stellvertretender Vorsitzender und Schatzmeister der SPD-Landtagsfraktion. Außerdem gehörte er dem Kreistag des Wartburgkreises an und war 2004 bis 2009 ehrenamtlicher Beigeordneter des Landkreises. Pohl hatte von 1994 bis 2002 einen Sitz im Gemeinderat seines Wohnortes Leimbach. Er war stellvertretender Vorsitzender des Rhönklubzweigvereins Bad Salzungen.